# Cantharis rufa
Espèce
Cantharis rufa, la cantharide rouge, est une espèce d'insectes coléoptères appartenant à la famille des cantharides que l'on trouve dans toute l'Europe, jusqu'au cercle polaire et à l'est jusqu'en Sibérie.

## Description
Cette cantharide mesure de 8,5 à 10 millimètres de longueur. Sa tête et son pronotum sont de couleur rouge orangé, tandis que les élytres sont d'un brun jaunâtre. Le prothorax est large et arrondi. Ses antennes sont de couleur orange avec le bout plus foncé. Les pattes sont jaunâtres.

## Synonymes
- Cantharis alexandris Pic, 1914
- Cantharis analis Stephens, 1829
- Cantharis conditiva Pic, 1912
- Cantharis confinis Stephens, 1830
- Telephorus griseipennis Stephens, 1832
- Cantharis korbi Pic, 1912
- Cantharis litterata Eschscholtz, 1818
- Cantharis liturata Fallen, 1807
- Cantharis padana Fiori, 1914
- Cantharis roelofsi Pic, 1913
- Cantharis testaceipes Stephens, 1830
- Cantharis turkestanica Pic, 1913
- Telephorus maculicollis Stephens, 1832
- Telephorus rufescens Dietrich, 1857
- Telephorus tenuilimbatus Ballion, 1870 non Letzner, 1847